# Thurii

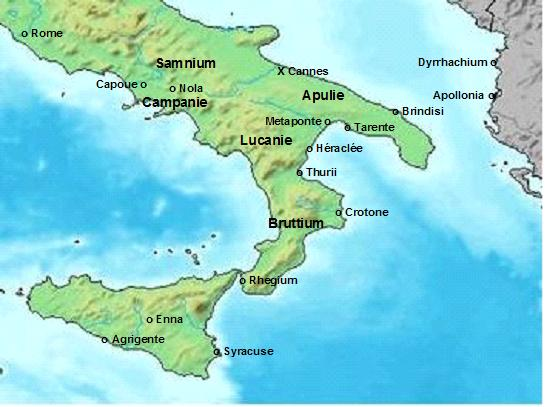
Ligging van Thurii (midden).

Thurii (in het Grieks Thoúrioi) was een Griekse stad in Zuid-Italië (Magna Graecia), gelegen aan de westelijke zijde van de Golf van Tarente.
Op initiatief van de Atheners en van Pericles werd in 444 v.Chr. onder de leiding van de stichters Lampon en Xenocritus, bij wijze van experiment de panhelleense kolonie Thourioi gesticht op de plaats waar eerder het in 510 v.Chr. verwoeste Sybaris had gelegen.
Onder meer de historicus Herodotus nam deel aan deze expeditie. 
 Het experiment kende niet het verhoopte succes. Van bij de aanvang rezen er conflicten met de vroegere bewoners van Sybaris en met Tarente, dat als tegenzet in 432 v.Chr. de kolonie Heraclea stichtte. Een nieuw gevaar dreigde ca. 420, door de invallen van de Italische buurvolkeren (Lucaniërs en Bruttii), die de stad steeds opnieuw bestookten. In de oorlogen van Pyrrhus en Hannibal (3e eeuw v.Chr.) werd Thourioi zwaar geteisterd, en in 194 werd er de Romeinse kolonie Copia gesticht.
De stad lag in een vruchtbare vlakte en kreeg haar naam van de bron Thouria. Ze was opgetrokken volgens het regelmatige rechthoekig stratenpatroon naar de principes van Hippodamus van Milete. De bevolking van de stad was, naar Atheens voorbeeld, in tien phylen opgedeeld, en de grondwet was naar het model van Charondas van Katane opgesteld door Protagoras.